# Bulbamphiascus inermis
Bulbamphiascus inermis är en kräftdjursart som först beskrevs av Sewell 1940.  Bulbamphiascus inermis ingår i släktet Bulbamphiascus och familjen Diosaccidae. Inga underarter finns listade i Catalogue of Life.